# Fëdor Fëdorovič Trepov
Fëdor Fëdorovič Trepov, (in russo: Тре́пов Фёдор Фёдорович) (1812 – 23 novembre 1889), è stato un generale russo.

## Carriera
Iniziato la sua carriera militare il 28 maggio 1831, partecipando alla repressione della rivolta polacca del 1830-1831, comandando un reggimento di cavalleria dei gendarmi di Kiev. Il 15 febbraio 1861 è stato promosso a maggiore generale.
Dopo il tiro Dmitrij Vladimirovič Karakozov, il 17 aprile 1866 è stato nominato capo della polizia di San Pietroburgo, e il 30 agosto dello stesso anno venne promosso a tenente generale. L'anno successivo è stato promosso ad aiutante generale.
Dal 10 aprile 1873 al 23 maggio 1878 ricoprì la carica di sindaco di San Pietroburgo, salendo al grado di generale di cavalleria.
Nel luglio del 1877 il governatore di Pietroburgo, generale Trepov, noto per la sua brutalità fin da quando era stato a capo della polizia di Varsavia, fece frustare in carcere fino a farlo impazzire un detenuto politico, Aleksej Bogoljubov, colpevole di non essersi tolto il berretto innanzi a lui. Per vendicarlo, il 24 gennaio 1878 Vera Zasulič si presentò nell'ufficio di Trepov e gli sparò a bruciapelo, ferendolo gravemente.
Durante il XIX secolo c'erano delle voci che sostenevano fosse il figlio illegittimo di Guglielmo I di Germania.

## Matrimonio
Sposò Vera Vasil'evna Lukaševic (1821-1866). Ebbero nove figli:
- Anastasia Fëdorovna (1849-1940)
- Evgena Fëdorovna (1850-?);
- Julija Fëdorovna (1851-1923), sposò Dmitrij Petrovič Sukhodolskij;
- Sof'ja Fëdorovna (1853-1927), sposò Michail Evstafievič Nirod;
- Fëdor Fëdorovič (1854-1938);
- Dmitrij Fëdorovič (1855-1906);
- Elizaveta Fëdorovna (1858-1920), sposò Aleksandr Aleksandrovič Mosolov;
- Aleksandr Fëdorovič (1862-1928);
- Vladimir Fëdorovič (1863-1918).